# Christopher Robin Milne
Christopher Robin Milne, né le 21 août 1920 à Chelsea (Londres) en Angleterre et mort le 20 avril 1996, est le fils de l'écrivain britannique Alan Alexander Milne, auquel il a inspiré les histoires de Jean-Christophe et du personnage Winnie l'ourson. Sa relation avec son père fait l'objet du film Goodbye Christopher Robin, sorti en 2017,.

## Biographie
Christopher Robin Milne est le fils de l'écrivain Alan Alexander Milne et Dorothy "Daphne" de Sélincourt. Il est élevé par Bessie Bashford une sage-femme formée à l'hôpital St Bartholomew, à Londres, qui avait emménagé avec le couple un mois avant la naissance de leur bébé.
Ses parents s'attendaient à ce que le bébé soit une fille et lui avaient choisi le prénom de Rosemary. Quand il s'avère être un garçon, ils ont d'abord l'intention de l'appeler Billy, mais décident que ce serait trop informel. Ils lui donnent deux prénoms pour l'aider à le distinguer des autres Milnes. Chaque parent choisit un prénom. Bien qu'il s'appelait officiellement Christopher Robin, ses parents l'appelaient souvent Billy. Quand il commence à parler, il prononce son nom de famille Moon au lieu de Milne, ce qui fait que ses parents l'appellent souvent Billy, Moon ou Billy Moon. Plus tard dans la vie, il est simplement connu en tant que Christopher.
À son premier anniversaire, il reçoit un ours en peluche Alpha Farnell (en) qu'il nomme Edward. Cet ours, ainsi qu'une véritable ourse canadienne nommée Winnipeg, que Christopher a vue au zoo de Londres,, inspireront le personnage de Winnie l'ourson.

### Études
Christopher Milne a d'abord fréquenté la Gibbs School, une école indépendante de Londres. En 1929, à neuf ans, il est admis à la Boxgrove Preparatory School, une école préparatoire privée à Guildford, puis à 13 ans à la Stowe School (en), une école de garçons indépendante du Buckinghamshire, où il apprend à boxer, afin de se défendre contre les railleries de ses camarades de classe. En 1939, il obtient une bourse pour étudier les mathématiques au Trinity College à Cambridge.

### Sa vie
Lorsque la seconde Guerre mondiale éclate, Christopher Milne abandonne ses études et essaie de rejoindre l'armée, mais il échoue à l'examen médical. Son père se sert de son influence pour lui obtenir un poste dans le deuxième bataillon d'entraînement des Royal Engineers. Il est nommé officier en juillet 1942 et est affecté au Moyen-Orient puis en Italie. Alors qu'il sert à l'étranger, il commence à se plaindre de l'exploitation de son enfance par son père et en vient à détester les livres qui l'avaient propulsé devant le public. Après sa libération de l'armée, il retourne à Cambridge pour terminer ses études, obtenant un diplôme de troisième classe en anglais.

## Source de la traduction
- (en) Cet article est partiellement ou en totalité issu de l’article de Wikipédia en anglais intitulé « Christopher Robin Milne » (voir la liste des auteurs).